# Open international de snooker
| \| Derby Newcastle upon Tyne Stoke-on-Trent Plymouth Bournemouth Swindon Aberdeen \| Sites de l'Open international |
| Derby Newcastle upon Tyne Stoke-on-Trent Plymouth Bournemouth Swindon Aberdeen                                     |

L'Open international (International Open en anglais) est un tournoi de snooker professionnel créé en 1981 et disparu sous cette appellation en 1997.

## Histoire
Initialement tenu à Derby en Angleterre en tant que simple tournoi non classé, il devient dès l'année suivante le second tournoi classé de l'histoire du snooker après le championnat du monde. Il est déplacé en 1983 à Newcastle upon Tyne puis migre en 1985 vers Stoke-on-Trent et prend le nom de trophée Matchroom Goya, du nom de ses deux nouveaux sponsors. Le nom d'Open international est restauré l'année suivante, en 1986. Trois éditions du tournoi se déroulent mais pour la saison 1990 et jusqu'en 1992, il est retiré du calendrier. Restauré en 1993, il se déroule à Plymouth puis à Bournemouth l'édition suivante et à Swindon en 1996. 
C'est en 1997 que le tournoi rejoint l'Écosse, s'installant à Aberdeen. À partir de la saison 1997-1998, il est renommé Open d'Écosse. Le joueur le plus titré de l'Open international est l'Anglais Steve Davis avec six victoires.

## Palmarès
| Année                           | Ville                           | Vainqueur                       | Finaliste                       | Score                           | Saison                          |
| Open international (non classé) | Open international (non classé) | Open international (non classé) | Open international (non classé) | Open international (non classé) | Open international (non classé) |
| ------------------------------- | ------------------------------- | ------------------------------- | ------------------------------- | ------------------------------- | ------------------------------- |
| 1981                            | Derby                           | Steve Davis                     | Dennis Taylor                   | 9-0                             | 1981-1982                       |
| Open international (classé)     |                                 |                                 |                                 |                                 |                                 |
| 1982                            | Derby                           | Tony Knowles                    | David Taylor                    | 9-6                             | 1982-1983                       |
| 1983                            | Newcastle upon Tyne             | Steve Davis (2)                 | Cliff Thorburn                  | 9-4                             | 1983-1984                       |
| 1984                            | Newcastle upon Tyne             | Steve Davis (3)                 | Tony Knowles                    | 9-2                             | 1984-1985                       |
| Trophée Matchroom Goya (classé) |                                 |                                 |                                 |                                 |                                 |
| 1985                            | Stoke-on-Trent                  | Cliff Thorburn                  | Jimmy White                     | 12-10                           | 1985-1986                       |
| Open international (classé)     |                                 |                                 |                                 |                                 |                                 |
| 1986                            | Stoke-on-Trent                  | Neal Foulds                     | Cliff Thorburn                  | 12-9                            | 1986-1987                       |
| 1987                            | Stoke-on-Trent                  | Steve Davis (4)                 | Cliff Thorburn                  | 12-5                            | 1987-1988                       |
| 1988                            | Stoke-on-Trent                  | Steve Davis (5)                 | Jimmy White                     | 12-6                            | 1988-1989                       |
| 1989                            | Stoke-on-Trent                  | Steve Davis (6)                 | Stephen Hendry                  | 9-4                             | 1989-1990                       |
| 1993                            | Plymouth                        | Stephen Hendry                  | Steve Davis                     | 10-6                            | 1992-1993                       |
| 1994                            | Bournemouth                     | John Parrott                    | James Wattana                   | 9-5                             | 1993-1994                       |
| 1995                            | Bournemouth                     | John Higgins                    | Steve Davis                     | 9-5                             | 1994-1995                       |
| 1996                            | Swindon                         | John Higgins (2)                | Rod Lawler                      | 9-3                             | 1995-1996                       |
| 1997                            | Aberdeen                        | Stephen Hendry (2)              | Tony Drago                      | 9-1                             | 1996-1997                       |

## Bilan par pays
| Pays       | Joueurs | Total | Premier titre | Dernier titre |
| ---------- | ------- | ----- | ------------- | ------------- |
| Angleterre | 4       | 9     | 1981          | 1994          |
| Écosse     | 2       | 4     | 1993          | 1997          |
| Canada     | 1       | 1     | 1985          | 1985          |